# Monolito Ponce
El "Monolito Ponce", también conocido como "Estela Ponce" o "Estela 8", es un monumento que se halla en la parte este del Complejo Arqueológico Monumental de Tiahuanaco, (yacimiento catalogado como Patrimonio de la Humanidad por la Unesco desde el año 2000).
El monolito está ubicado en el interior del recinto del Templo de Kalasasaya (kala = piedra y saya o sayasta = parado), también denominado Templo de las Piedras Paradas, y fue construido por los integrantes de la Cultura Tiahuanaco, civilización precolombina que durante su período de mayor expansión se distribuía en parte de lo que ahora son Bolivia, Chile y Perú. Comprendía casi todo el altiplano denominado meseta del Collao hasta la costa del océano Pacífico por el oeste y el chapare por el este. Su capital y principal centro religioso fue la ciudad de Tiwanaku, ubicado en las orillas del lago Titicaca en el departamento de La Paz en Bolivia. 

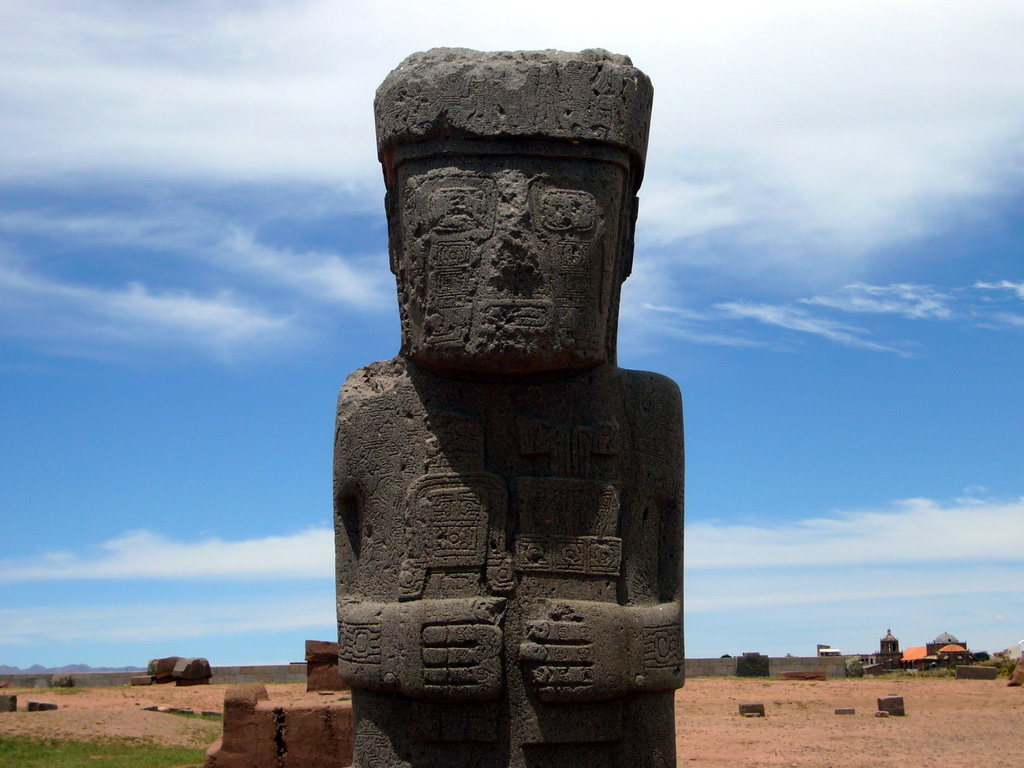
Estado actual del Monolito Ponce de Tiahuanaco, Bolivia.

## arquitectura
- Altura: 3 metros.
- Material: piedra andesita de una sola pieza.
- Forma: monolito vertical antropomorfo.
- Decoración: altos y bajorrelieves de motivos zoomorfos, con elementos iconográficos como lágrimas con forma de pez, hombres alados, cóndores, águilas, plumas etc., así como diversos elementos geométricos.

Territorios que ocupaban las culturas Huari y Tiahuanaco.

## Descubrimiento
El monolito fue descubierto con toda probabilidad por los colonizadores españoles en el siglo XVI, como da fe la cruz grabada en el hombro derecho de la figura, y permaneció olvidado y enterrado durante varios siglos hasta que como consecuencia de unas excavaciones realizadas por el arqueólogo boliviano Carlos Ponce Sanginés, en el año 1957 se consiguió volver a desenterrar el monumento.

## Simbología
El "Monolito Ponce", aunque de aspecto antropomorfo se cree que representa a una autoridad o personaje poderoso tiwanacota divinizado.